# Кводлибет (диспут)
Кводлибет (лат. disputatio de quolibet, лат. Quaestiones Quodlibetales, лат. Quodlibet, «[диспут по] каким-угодно [вопросам]») — в схоластической традиции одна из разновидностей диспутов. В отличие от регулярных диспутов, кводлибеты проводились в торжественной обстановке дважды в год и допускали более широкий выбор тем. Изданные в качестве самостоятельных произведений, отчёты о проведённых кводлибетах составляли особый жанр средневековой богословской литературы. Зародившись на богословском факультете Парижского университета в 1230-х годах, кводлибет получил распространение в университетах Кембриджа и Оксфорда, а затем практически исчез в середине XIV века.
Впервые как отдельный жанр кводлибеты были рассмотрены католическим историком Палемоном Глорьё, чей двухтомный труд «La littérature quodlibétique de 1260 à 1320» (1925 и 1935) до сих пор сохраняет своё значение. Следующая значительная работа по данному вопросу принадлежит американскому богослову Джону Виппелю («Quodlibetal Questions, Chiefly in Theology Faculties», 1985).

## Историческое развитие
Практика обсуждения вопросов (quaestio) сложилась в XI веке как дополнение к материалу, излагаемому преподавателем на лекциях. Постепенно quaestio становился неотъемлемой частью учебного процесса, и к концу XII века disputatio стало обязательной частью богословского образования, став, наряду с lectio и praedicatio, одной из обязанностей профессора богословия. Достаточно быстро произошло отделение quaestiones от lectio, и круг обсуждаемых вопросов больше не ограничивался лекционным материалом. Для улучшения понимания студентами предмета, преподаватель устраивал диспуты, в ходе которых наряду с auctoritates допускалось использование любых других источников аргументов. Методологическое обоснование метода диспутаций средневековые схоласты находили в «Топике» Аристотеля, обозначившего целью своего сочинения «найти способ, при помощи которого мы в состоянии будем из правдоподобного делать заключения о всякой предлагаемой проблеме и не впадать в противоречие, когда мы сами отстаиваем какое-нибудь положение». Слово quodlibet происходит от лат. quodlibetum, означающего «то, что можно понимать так, или иначе» и, в составе выражения лат. quaestiones quodlibetariae — «вопрос, предмет которого не обязателен». Применительно к схоластическим кводлибетам, такие определения указывали на то, что предметом рассмотрения могла быть не определённая решением папы или соборов богословская проблема. Диспуты «о чём угодно» зародились на богословском факультете Парижского университета, а также связанных с ним «домах общего обучения», в качестве видоизменения и развития «обычных» университетских диспутов (лат. quaestiones disputatae ordinariae).
Кводлибеты проходили в форме торжественной (лат. solemnis) диспутации. Сходные по своей структуре с регулярными диспутами, кводлибеты имели от них существенные отличия в организационном отношении. Порядок проведения регулярных диспутов определялся уставном университета, и на богословском факультете магистры были обязаны проводить их для своих во время семестра не реже одного раза в две недели. Диспут проводился в течение нескольких дней. В первый день старшие студенты и бакалавры кафедры проводящего диспут магистра выступали как стороны диспутации. Один из участников брал на себя роль оппонента, возражающего предполагаемому мнению преподавателя, а другой исполнял роль респондента, отвечающего на эти аргументы и дающего предварительное решение вопроса. На следующий день сам магистр давал свой ответ на поставленный вопрос (давал его «определение» (лат. determinatio)), а также отвечал на все возражения, выдвинутые в первый день против его позиции. Кводлибеты проводились во вторую или третью неделю Адвента перед Рождеством и рождественскими каникулами и в четвертую неделю Великого поста перед Пасхой и пасхальными каникулами. На время его проведения все занятия в университете приостанавливались. Данное событие было открыто для участия широкой публики, в дополнение к студентам-богословам, чьё участие было по-прежнему обязательным. Другим отличием кводлибетов от регулярных диспутов было в том, что тема вопросов могла быть предложена не только магистром, но кем угодно (лат. ad voluntatem cuiuslibet) из присутствующих, и относиться не только к богословию. Магистр имел право отклонить вопрос как неинтересный, нерелевантный или тривиальный, что, однако, при злоупотреблении данным правом, могло вызвать сомнения в его компетентности. Председательствовать на кводлибетной диспутации мог только «актуально правящий магистр», то есть глава одной из кафедр богословского факультета. В отличие от регулярной диспутации, председательство в кводлибетной было не обязанностью, а правом.
Правом проведения кводлибетов обладали «правящие» магистры богословия, которые первоначально принадлежали в Париже к белому духовенству. В начале 1230-х годов две кафедры богословия получили представители «регулярного», то есть принадлежащего к монашеским орденам, духовенства, в начале доминиканцы, а затем свою кафедру получил другой нищенствующий орден — францисканцы. В 1253 году из 12 богословских кафедр 7 занимали монахи, по одному от францисканцев, цистерцианцев, премонстрантов, тринитариев, «учеников Христовых», два доминиканца; три кафедры было зарезервировано для каноников собора Парижской Богоматери. К конце XIII века свои кафедры получили монахи бенедиктинцы и госпитальеры, и регулярные каноники аббатств Мон-Сен-Элуа и Сен-Виктор.

## Авторы кводлибетов
Авторами кводлибетов были многие известные богословы. Фома Аквинский обсуждал, например, такие вопросы, как: «Называется ли глаз Христа в течение 3 дней после смерти глазом эквивокально, или унивокально?», или: «Сильнее ли истина, чем вино, царь и женщина?» (Thomas Aquinas, Quodlibet III, q. 2, art. 2 и XII, q. 13, art. 1).
Первый количественный анализ кводлибетов был произведён Палемоном Глорьё, который атрибутировал 325 сборников с примерно 6000 вопросами. Из приблизительно 120 авторов три четверти принадлежали к регулярному духовенству, ими было составлено две трети кводлибетов с более чем 70 % вопросов. Только на ордена францисканцев и доминиканцев приходится около половины кводлибетов и вопросов. Из 30 перечисленных Глорьё секулярных авторов с 105 кводлибетами м 1700 вопросами больше половины приходится на трёх: Жерара Аббевильского (1220—1272), Генриха Гентского (1217—1293), Готфриду де Фонтене (ок. 1250—1309). Кводлибеты менее значимых монашеских орденов и многих малоизвестных богословов сохранились в виде кратких выдержек.